# 2-Methylbuttersäure
2-Methylbuttersäure ist eine chemische Verbindung aus der Gruppe der Carbonsäuren, genauer der Pentansäuren. 

## Isomere
2-Methylbuttersäure kommt in zwei stereoisomeren Formen vor.
| Isomere von 2-Methylbuttersäure |                             |                             |
| Name                            | (R)-(−)-2-Methylbuttersäure | (S)-(+)-2-Methylbuttersäure |
| Strukturformel                  |                             |                             |
| CAS-Nummer                      | 32231-50-8                  | 1730-91-2                   |
| CAS-Nummer                      | 116-53-0 (Racemat)          |                             |
| EG-Nummer                       | –                           | 605-661-4                   |
| EG-Nummer                       | 204-145-2 (Racemat)         |                             |
| ECHA-Infocard                   | –                           | 100.126.774                 |
| ECHA-Infocard                   | 100.003.769 (Racemat)       |                             |
| PubChem                         | 6950479                     | 448893                      |
| PubChem                         | 8314 (Racemat)              |                             |
| DrugBank                        | DB03741                     | -                           |
| DrugBank                        | - (Racemat)                 |                             |
| Wikidata                        | Q27094645                   | Q27117932                   |
| Wikidata                        | Q209433 (Racemat)           |                             |

## Vorkommen
(R)-2-Methylbuttersäure kommt natürlich in Kakaobohnen, (S)-2-Methylbuttersäure in vielen Früchten wie Äpfeln und Aprikosen vor. Daneben findet man 2-Methylbuttersäure in der Großen Klette, Spanischem Pfeffer, Capsicum frutescens, der Färberdistel, Zimtkassie (Cinnamomum aromaticum), Indischem Patschuli, und Großfrüchtigen Moosbeeren. Der Ethylester wird in Ananas und Orangen gefunden.

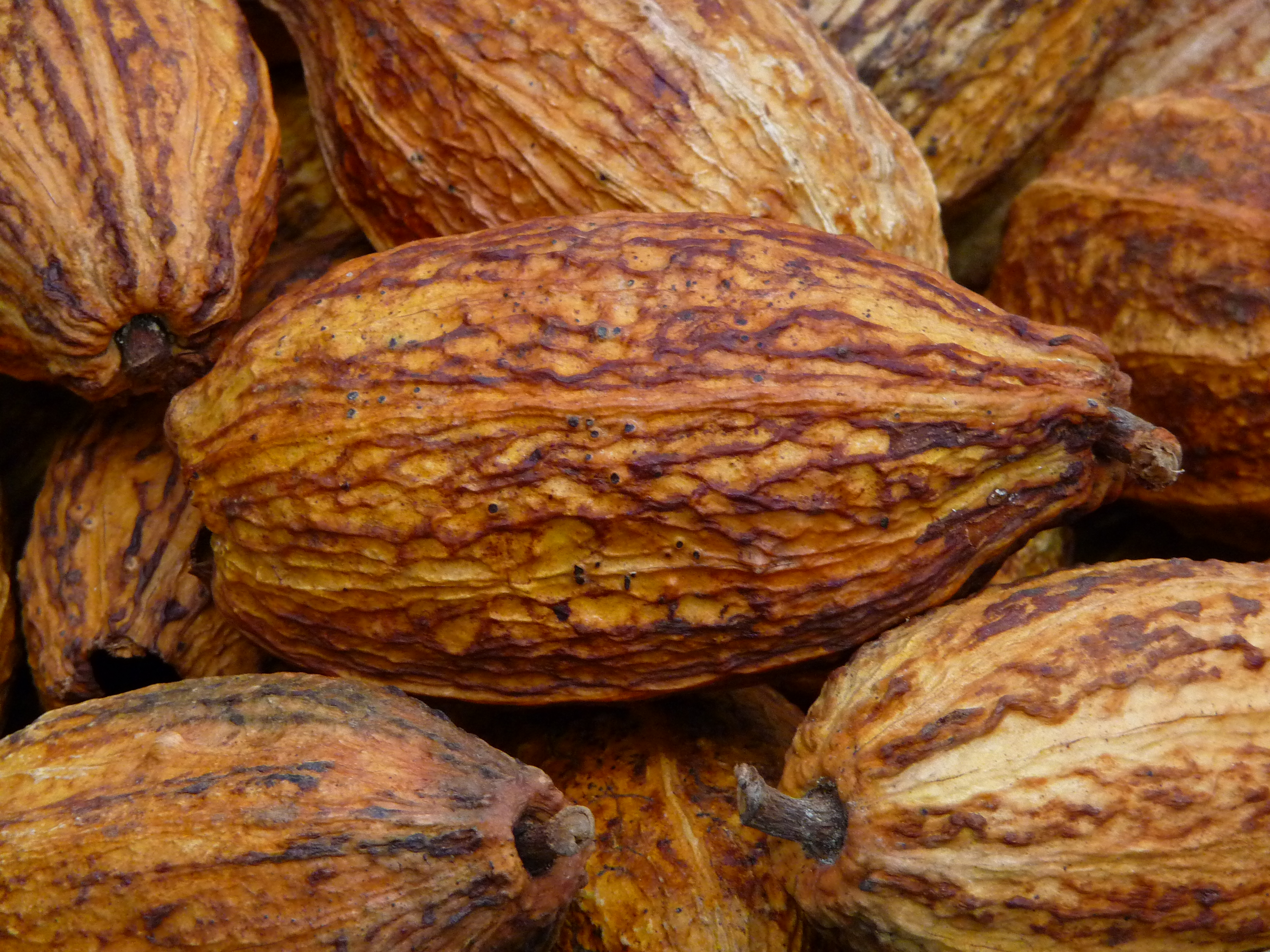
Kakaobohnen enthalten (R)-2-Methylbuttersäure.
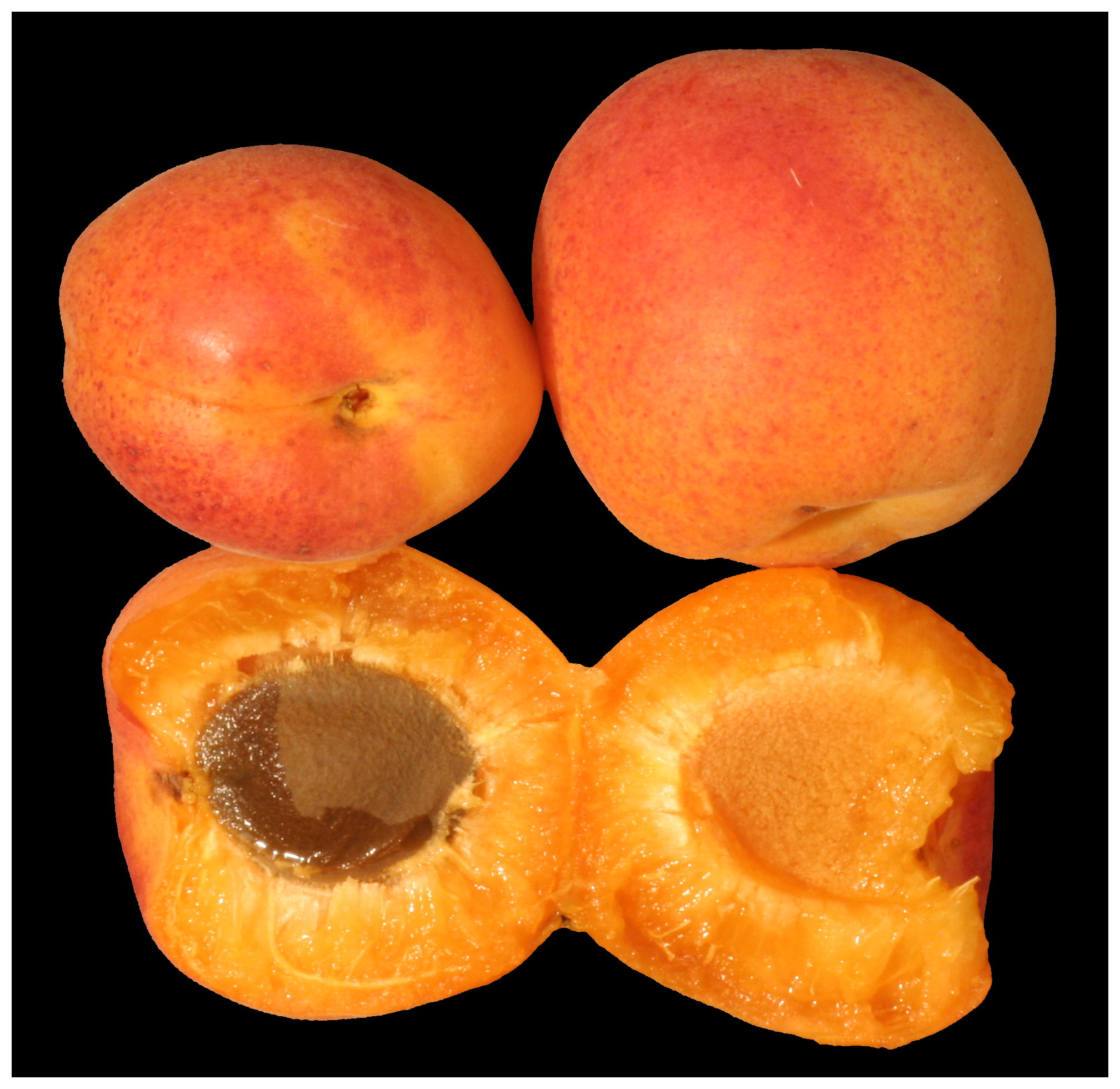
Aprikosen enthalten (S)-2-Methylbuttersäure.

## Gewinnung und Darstellung
Beide Enantiomere der 2-Methylbuttersäure können durch asymmetrische Hydrierung von Tiglinsäure mittels eines Ru-BINAP-Katalysators gewonnen werden.

## Eigenschaften
2-Methylbuttersäure ist eine wenig flüchtige, farblose Flüssigkeit mit charakteristischem Geruch, die wenig löslich in Wasser ist. Der Geruch unterscheidet sich bei den beiden Formen deutlich. So hat (S)-2-Methylbuttersäure einen angenehm süßen, fruchtigen Geruch, wohingegen (R)-2-Methylbuttersäure einen durchdringenden, käsig-schweißigen Geruch besitzt. 2-Methylbuttersäure war das Produkt der ersten enantioselektiven Synthese, als der deutsche Chemiker Willy Marckwald 1905 in Berlin Ethylmethylmalonsäure mit der chiralen Base Brucin erhitzte und ein optisch aktives Produktgemisch erhielt.